# Campang Tiga (Kota Agung)
Campang Tiga is een bestuurslaag in het regentschap Tanggamus van de provincie Lampung, Indonesië. Campang Tiga telt 642 inwoners (volkstelling 2010).